# Sistema nervioso central
El sistema nervioso central es una de las porciones en que se divide el sistema nervioso. En los animales vertebrados está constituido por el encéfalo y la médula espinal, se encuentra revestido por tres membranas: duramadre (membrana externa), aracnoides (intermedia), piamadre (membrana interna), denominadas genéricamente meninges y protegido por envolturas óseas, que son el cráneo y la columna vertebral respectivamente.
Se trata de un sistema muy complejo, ya que se encarga de percibir estímulos procedentes del mundo exterior, procesar la información y transmitir impulsos a nervios y músculos. El sistema nervioso de los animales vertebrados, incluidos los mamíferos y el hombre, puede dividirse en dos partes bien diferenciadas, el sistema nervioso central, constituido por el encéfalo y la médula espinal y el sistema nervioso periférico que está formado por los nervios sensitivos y motores que enlazan el sistema nervioso central con el resto del organismo.

## Estructura
El sistema nervioso central está formado por el encéfalo y la médula espinal.
- El encéfalo es la parte del sistema nervioso central que está protegida por los huesos del cráneo. Está formado por el cerebro, el cerebelo y el tallo encefálico.

El cerebro es la parte más voluminosa. Está dividido en dos hemisferios, uno derecho y otro izquierdo, separados por la cisura interhemisférica y comunicados mediante el cuerpo calloso. La superficie se denomina corteza cerebral y está formada por plegamientos denominados circunvoluciones, constituidas de sustancia gris. Subyacente a la misma se encuentra la sustancia blanca. En zonas profundas existen áreas de sustancia gris conformando núcleos como el tálamo, el núcleo caudado y el hipotálamo. Cada hemisferio cerebral posee varias cisuras que dividen la corteza cerebral en lóbulos:
Lóbulo frontal. Se localiza en posición anterior.
Lóbulo temporal. Se localiza en una posición lateral y debajo del lóbulo frontal.
Lóbulo parietal. Se extiende en la cara externa del hemisferio, superior al lóbulo temporal.
Lóbulo occipital. Se sitúa en la parte posterior del cerebro.
El cerebelo está en la parte inferior y posterior del encéfalo, alojado en la fosa cerebral posterior junto al tronco del encéfalo.
El tallo encefálico compuesto por el mesencéfalo, la protuberancia anular y el bulbo raquídeo. Conecta el cerebro con la médula espinal.
- La médula espinal es una prolongación del encéfalo, como si fuese un cordón que se extiende por el interior de la columna vertebral. En ella la sustancia gris se encuentra en el interior y la blanca en el exterior. En la médula espinal se establecen los arcos reflejos.

| Sistema nervioso central | Encéfalo       | Prosencéfalo   | Telencéfalo  | Rinencefalo, amígdala, hipocampo, neocórtex, ventrículos laterales              | Rinencefalo, amígdala, hipocampo, neocórtex, ventrículos laterales              |
| Sistema nervioso central | Encéfalo       | Prosencéfalo   | Diencéfalo   | Epitálamo, tálamo, hipotálamo, subtálamo, pituitaria, pineal, tercer ventrículo | Epitálamo, tálamo, hipotálamo, subtálamo, pituitaria, pineal, tercer ventrículo |
| Sistema nervioso central | Encéfalo       | Tallo cerebral | Mesencéfalo  | Téctum, pedúnculo cerebral, pretectum, acueducto de Silvio                      | Téctum, pedúnculo cerebral, pretectum, acueducto de Silvio                      |
| Sistema nervioso central | Encéfalo       | Tallo cerebral | Rombencéfalo | Metencéfalo                                                                     | Puente troncoencefálico, cerebelo                                               |
| Sistema nervioso central | Encéfalo       | Tallo cerebral | Rombencéfalo | Mielencéfalo                                                                    | Médula oblonga                                                                  |
| Sistema nervioso central | Médula espinal |                |              |                                                                                 |                                                                                 |

### Áreas de Brodmann
En el año 1878, Korbinian Brodmann realizó un estudio de la corteza cerebral y la dividió en 52 áreas diferentes según su localización. Se ha comprobado que muchas de estas áreas tienen una función específica, por ejemplo el área 17 situada en el lóbulo occipital corresponde a la corteza visual primaria y es donde se procesan los impulsos nerviosos procedentes del nervio óptico, las áreas 44 y 45 se llaman áreas de Broca, y están relacionadas con el lenguaje.

### Lóbulo frontal
Se encuentra en la parte anterior del cerebro, su tamaño corresponde aproximadamente un tercio de la corteza cerebral. Evolutivamente es una de las partes del cerebro más modernas y está muy desarrollado en la especie humana. La cisura de Rolando separa al lóbulo frontal del lóbulo parietal situado detrás, mientras que la cisura de Silvio sirve de límite con el lóbulo temporal ubicado debajo.
Sus funciones son de gran importancia, dentro del lóbulo frontal se encuentra el área motora primaria que está encargada de emitir órdenes para realizar movimientos de todos los músculos voluntarios y el área de Broca relacionada con la producción del lenguaje. Sus circuitos neuronales están muy relacionados con la capacidad de razonamiento, la solución de problemas complejos y el pensamiento abstracto.

### Lóbulo parietal
El lóbulo parietal forma parte de la corteza cerebral, está situado detrás del lóbulo frontal, separado de este por la cisura de Rolando. En su porción posterior entra en contacto con el lóbulo occipital, mientras que la Cisura de Silvio lo separa del lóbulo temporal situado debajo.
En el lóbulo parietal se encuentra el área somatosensitiva que capta y procesa las sensaciones de tacto, dolor y temperatura de todo el cuerpo. Cuando existen lesiones que afectan al lóbulo parietal puede producirse un síntoma que se llama asomatoagnosia, que consiste en que el paciente no es capaz de reconocer partes de su cuerpo, como una extremidad inferior o superior, lo cual puede ser causa de gran inquietud y preocupación.

### Lóbulo temporal
En este lóbulo se localiza el área auditiva primaria que recibe y procesa la información procedente del oído. Por ello una lesión en el lóbulo temporal puede provocar sordera parcial aunque el oído y el nervio auditivo no estén dañados. Próxima a la anterior se encuentra el área auditiva secundaria y de asociación en la que está incluida el área de Wernicke muy importante en la función lingüística y la comprensión de las palabras.

### Lóbulo occipital
El lóbulo occipital es más pequeño que los anteriores y está situado en la región posterior del cerebro, separado del cerebelo por la duramadre. Contiene la corteza visual primaria que recibe la información proveniente de la retina a través del nervio óptico. Las neuronas de la corteza visual primaria son las encargadas de procesar los estímulos visuales e interpretar las formas, el movimiento y otros aspectos de la visión. Por ello cuando existen lesiones que afectan al lóbulo occipital puede producirse ceguera cortical que se caracteriza porque la persona no puede ver aunque el ojo no presenta ningún daño aparente.

### Cuerpo calloso

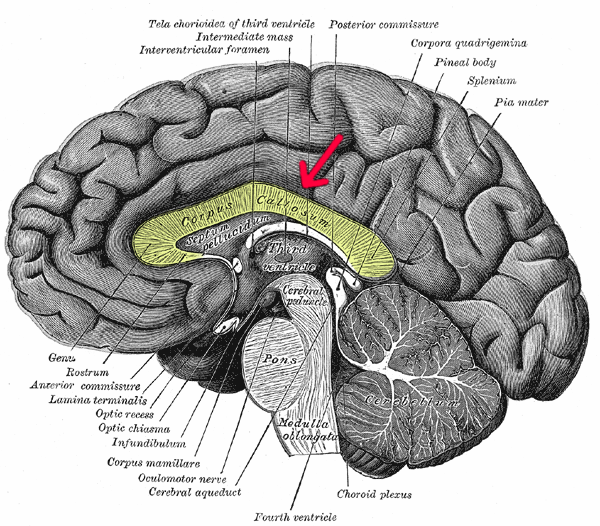
Visión lateral del cerebro. La flecha roja indica la situación del cuerpo calloso (corpus callosum) que sirve de comunicación entre el hemisferio cerebral derecho e izquierdo.

El cuerpo calloso es una importante estructura del cerebro que está formada por fibras que actúan como vía de comunicación entre el hemisferio cerebral derecho y el izquierdo, con la finalidad de que ambos funcionen de forma conjunta y complementaria.

### Cápsula interna
La cápsula interna es un grueso conjunto de fibras nerviosas tanto ascendentes como descendentes que comunican la corteza con las regiones inferiores del sistema nervioso central, las fibras son de origen diverso, pero muchas de ellas transportan información motora o sensitiva. En su trayecto pasan cerca de la región del tálamo y los ganglios basales. La cápsula interna es una región muy sensible, cualquier lesión en esta zona daña numerosas fibras nerviosas y provoca en consecuencia déficits neurológicos graves.

### Tálamo

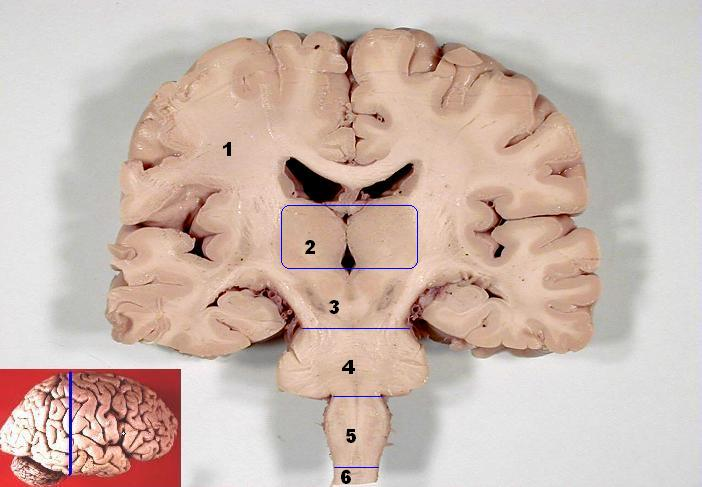
Corte frontal del cerebro. El número 2 indica la posición del tálamo.

El tálamo es una porción del cerebro situada por encima del tronco del encéfalo, casi en el centro del cerebro. Mide alrededor de 3 cm de largo y está formado por materia gris, es decir, el soma de células neuronales. Cumple la función de estación de relevo de las señales nerviosas y centro de integración donde se procesan los impulsos sensoriales antes de continuar su recorrido hasta la corteza cerebral. También recibe señales que siguen la dirección opuesta y llegan al tálamo procedente de la corteza cerebral.

### Hipotálamo
El hipotálamo es una pequeña región del cerebro formada por sustancia gris. Está situado inmediatamente debajo del tálamo. Tiene el tamaño aproximado de una almendra y desempeña importantes funciones, entre ellas enlazar el sistema nervioso con el sistema endocrino a través de la hipófisis.

### Ganglios basales

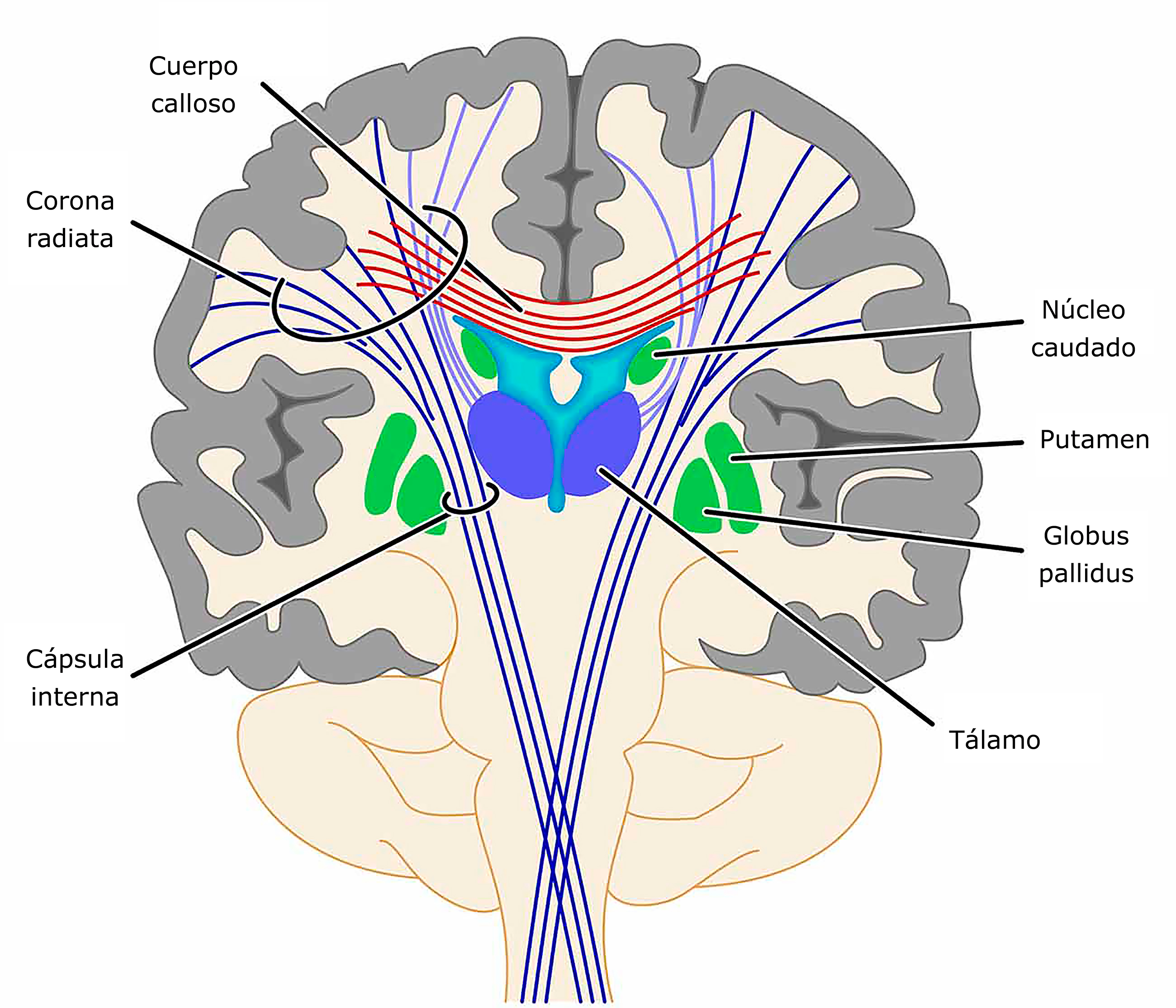
Esquema con la ubicación de los ganglios basales.

Los ganglios basales en realidad deberían llamarse núcleos basales pues no son auténticos ganglios. Son unas estructuras cerebrales formadas por cuerpos neuronales (sustancia gris) situadas en la base del cerebro. Están constituidos por diferentes núcleos: núcleo caudado, putamen, globo pálido, núcleo accumbens, núcleo lenticular, cuerpo estriado, amígdala cerebral y sustancia negra. Durante muchos años se ha considerado que la función de los ganglios basales es únicamente el control de la motilidad corporal, sin embargo, se ha comprobado que desempeñan un importante papel en otras funciones como el aprendizaje y la memoria. La alteración funcional de los ganglios basales causa la enfermedad de Parkinson.

## Sustancia gris y sustancia blanca
Las células que forman el sistema nervioso central se disponen de tal manera que dan lugar a dos formaciones muy características:
- Sustancia gris, constituida por el soma de las neuronas y sus dendritas, además por fibras amielínicas.
- Sustancia blanca, formada principalmente por las prolongaciones nerviosas mielinizadas (axones), cuya función es conducir la información, mediante impulsos nerviosos a otras neuronas. El color de la sustancia blanca se debe a la mielina de los axones.

En color azul se representan los ventrículos cerebrales. Son cuatro cavidades situadas en el interior del cerebro que están llenas de líquido cefalorraquídeo.

## Líquido cefalorraquídeo
El sistema nervioso central dispone de unas cavidades que se llaman ventrículos cerebrales en el encéfalo y conducto ependimario en la médula espinal. Estos espacios están llenos de un líquido incoloro y transparente, que recibe el nombre de líquido cefalorraquídeo. Sus funciones son muy variadas: sirve como medio de intercambio de determinadas sustancias, como sistema de eliminación de productos residuales, para mantener el equilibrio iónico adecuado y como sistema amortiguador mecánico.
El sistema de ventrículos cerebrales está formado por dos ventrículos laterales que se sitúan de forma simétrica y están conectados con el tercer ventrículo, el cual a través del acueducto de Silvio se comunica con el cuarto ventrículo.

## Desarrollo embrionario

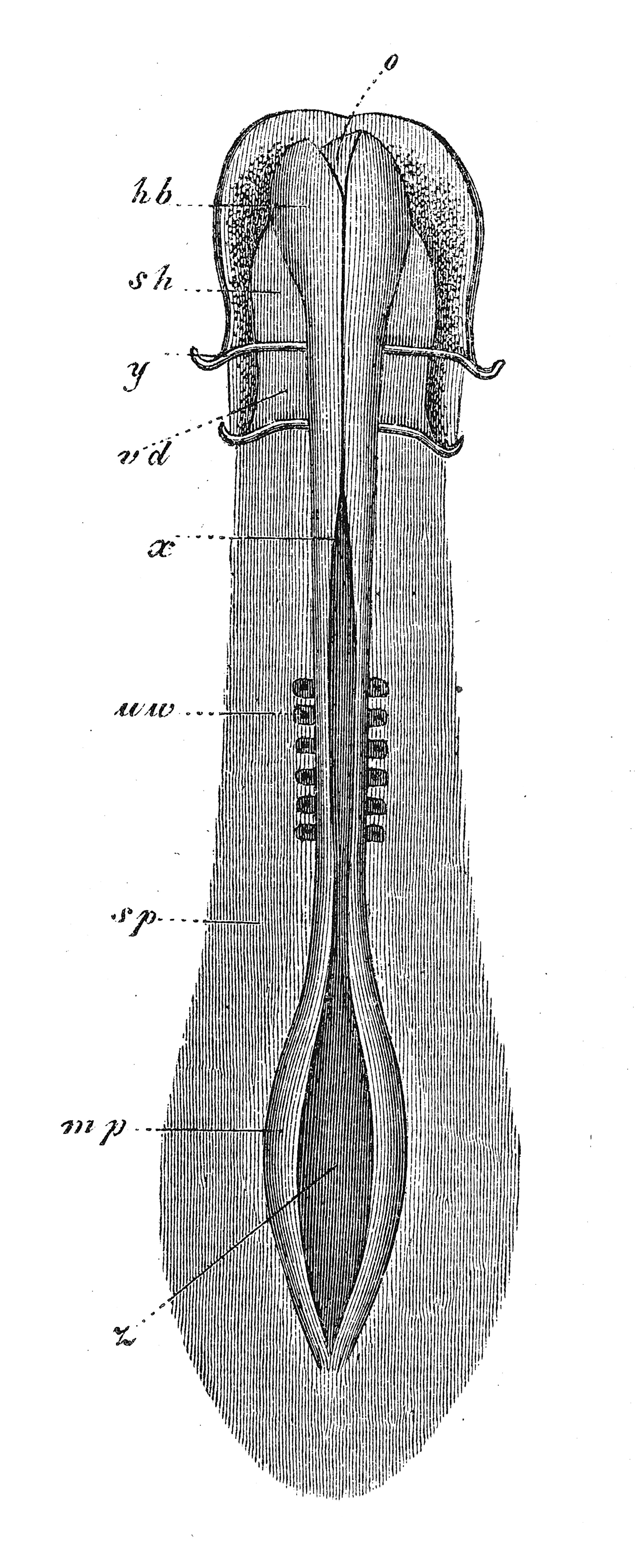
Embrión, mostrando el desarrollo del sistema nervioso central.

El sistema nervioso central de los vertebrados se desarrolla como un tubo hueco producto de la unión de 2 pliegues ectodérmicos. La médula espinal conserva esa estructura de tubo, mientras que en el encéfalo el tubo se ensancha en 3 vesículas primitivas que se denominan prosencéfalo (cerebro anterior), mesencéfalo (cerebro medio) y rombencéfalo (cerebro posterior). Posteriormente, estas 3 vesículas se transforman en 5 al dividirse el procencéfalo en diencéfalo y telencéfalo y el rombencéfalo en metencéfalo y mielencéfalo. Estas 5 vesículas primitivas dan origen a todas las porciones del encéfalo adulto, según el siguiente esquema.

Esquema del encéfalo en un embrión humano de 4 semanas.

| Prosencéfalo | Telencéfalo  | Rinencéfalo, amígdala, hipocampo, neocórtex, ventrículos laterales                                | Rinencéfalo, amígdala, hipocampo, neocórtex, ventrículos laterales                                |
| Prosencéfalo | Diencéfalo   | Epitálamo, tálamo, hipotálamo, subtálamo, glándula pituitaria, glándula pineal, tercer ventrículo | Epitálamo, tálamo, hipotálamo, subtálamo, glándula pituitaria, glándula pineal, tercer ventrículo |
| Mesencéfalo  | Mesencéfalo  | Téctum, pedúnculo cerebral, pretectum, acueducto de Silvio                                        |                                                                                                   |
| Rombencéfalo | Metencéfalo  | Puente troncoencefálico, cerebelo                                                                 |                                                                                                   |
| Rombencéfalo | Mielencéfalo | Bulbo raquídeo                                                                                    |                                                                                                   |

El sistema nervioso central está cubierto en el embrión por una única meninge: la meninge primitiva. Esta es la única membrana que se desarrolla en peces. Luego se divide en la duramadre, más externa, y una meninge secundaria más interna, la piaracnoides, y esta eventualmente se divide en la piamadre y en la aracnoides.

## Enfermedades

### Infecciones
El sistema nervioso central puede ser blanco de infecciones, provenientes de cuatro vías de entrada principales, la diseminación por la sangre que es la vía más frecuente, la implantación directa del germen por traumatismos o causas iatrogénicas, la extensión local secundaria a una infección local y el propio sistema nervioso periférico, como ocurre en la rabia.

#### Encefalitis y mielitis
La encefalitis en un proceso inflamatorio difuso agudo que produce muerte neuronal, generalmente de origen infeccioso. Aunque existen muchas causas posibles, una de las más frecuentes es el virus del herpes (encefalitis herpética).

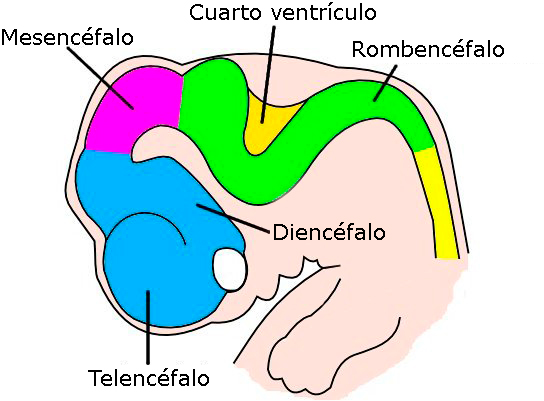
Esquema del encéfalo en un embrión humano de 6 semanas.

#### Meningitis
La meningitis es una inflamación o infección de las meninges, bien sea leptomeningitis que es centrada en el espacio subaracnoideo, o paquimeningitis que es centrada en la duramadre. La meningitis piógena es causada por bacterias, sobre todo: Haemophilus influenzae, Neisseria meningitidis y neumococo.

### Enfermedades neurodegenerativas
- Esclerosis múltiple: trastorno caracterizado por episodios de déficit neurológico recurrentes con desmielinización por mecanismos autoinmunitarios o inmunitarios. Aparece a cualquier edad, aunque es rara en la infancia o después de los 50 años de edad, afectando a mujeres en una proporción 2:1 en relación con los hombres.
- Enfermedad de Alzheimer: es la más frecuente de las enfermedades neurodegenerativas y la primera causa de demencia, de aparición esporádica, aunque entre un 5-10 % son de carácter familiar y la incidencia aumenta con la edad, haciéndose mayor en personas de más de 85 años de edad. Se caracteriza por una falta de memoria progresiva por degeneración de la corteza, de asociación temporal y parietal causando también trastornos afectivos.
- Enfermedad de Parkinson: afectan a los ganglios basales produciendo un trastorno del movimiento, apreciándose rigidez y lentitud en los movimientos voluntarios (bradicinesia) y temblor de reposo.
- Enfermedad de Huntington: un trastorno de movimientos de tipo coreiforme y demencia en pacientes entre 20-50 años con un factor genético de herencia autosómico dominante por un gen causante localizado en el brazo corto del cromosoma 4.

### Tumores del sistema nervioso central
En general, la frecuencia de tumores intracraneales está entre 10 y 17 por cada 100 000 habitantes. Aproximadamente, la mitad son tumores primarios y el resto son metastásicos. Los tumores del sistema nervioso central derivan de diversos tejidos, por lo que se dividen en neuroepiteliales y no neuroepiteliales.
Los tumores neuroepiteliales son un grupo de tumores encefálicos primarios llamados gliomas. Derivan de los astrocitos, oligodendrocitos, epéndimo, plexos coroideos, neuronas y células embrionarias. Por lo general, infiltran difusamente el encéfalo adyacente, haciendo difícil su resección quirúrgica. Los más frecuentes son: astrocitoma, oligodendroglioma, ependimoma, neuroblastoma y meduloblastoma.
Los tumores no neuroepiteliales pueden ser de diversos tipos: meningioma, schwannoma, también llamados neurinomas, linfoma cerebral primario y tumor de células germinales.